# Teutenroute
De Teutenroute is een bewegwijzerde toeristische autoroute in Belgisch Limburg in Vlaanderen (en ook een deeltje in Nederland). De autoroute werd vernoemd naar de teuten, rondtrekkende Kempische handelaren. De route is bewegwijzerd met zeshoekige blauwwitte borden en bestaat uit drie lussen langs onder andere Hechtel-Eksel, Pelt, Peer, Lommel, Hamont-Achel.